# Roca dels Bous
La Roca dels Bous és un jaciment arqueològic del Paleolític mitjà situat a Sant Llorenç de Montgai, als Prepirineus catalans, declarat bé cultural d'interès nacional.
La investigació arqueològica al jaciment inclou l'estudi dels neandertals del sud d'Europa que van habitar la zona fa uns 50.000 anys. El jaciment arqueològic es caracteritza per l'ús d'una tecnologia innovador per a l'arqueologia incloent l'etiquetatge amb codis QR. També ha estat un dels primers llocs del Paleolític mitjà oberts a visites a l'Estat espanyol.

## Història de la regió
L'evidència arqueològica suggereix que la península Ibèrica va actuar com un «refugi» per a les poblacions neandertals en retirada, ja que estaven essent reemplaçats pels humans moderns. Diversos jaciments arqueològics a la Mediterrània occidental i Portugal mostren que els neandertals van viure-hi fins al voltant de 30.000 BP. Al nord de la península Ibèrica, al voltant de 40.000 BP, una nova tecnoeconòmica -i possiblement social- tradició havia emergit, diferent a la representada pels neandertals. Aquesta nova tradició s'associa amb l'aparició dels humans anatòmicament moderns, que es creu, van arribar a Europa des del Mediterrani oriental i es van estendre ràpidament per tot el continent.
Tan tard com fa 50.000 anys, els Pirineus eren l'estatge dels grups de caçadors-recol·lectors neandertals i dels humans anatòmicament moderns. Canvis crítics en la seva subsistència, en l'organització social, un clima més fred i poca capacitat per adaptar-se a aquests canvis s'han proposat com a causes de la seva extinció.

## Història del projecte
El lloc es troba sobre el riu Segre, als contraforts dels Pirineus, sis quilòmetres al nord de la ciutat de Balaguer i dues hores a l'oest de Barcelona. Aquesta ubicació permet un fàcil accés a la conca de l'Ebre i l'entrada als Pirineus. L'objectiu principal del projecte és l'estudi de la dinàmica de la població i els estils de vida de finals del Paleolític mitjà i augmentar el coneixement sobre la possible interacció entre humans moderns i neandertals. Excavacions preliminars van identificar materials arqueològics propis dels neandertals, sobretot pedra i artefactes de quarsita característic del Paleolític mitjà.
Els arqueòlegs van trobar els ossos de diversos animals que formaven part de la dieta dels grups de neandertals. Les restes de fauna als boscos (cérvols vermells), praderies (cavalls salvatges) i animals de les roques (cabres salvatges) són presents, fet que suggereix que la Roca dels Bous va ser en el nexe dels diferents ecosistemes. Una de les característiques més interessants d'aquest lloc és el paper que va poder haver exercit en la mobilitat dels neandertals. Els sòls arqueològics trobats tenen a la Roca dels Bous sorprenentment pocs artefactes lítics i restes d'animals escassos. Capes de les llars sense organització aparent van ser descobertes per la paret del refugi de pedra. Els incendis apareixen repetidament al llarg de la seqüència estratigràfica i podrien interpretar-se com el resultat dels assentaments permanents a curt termini. La combinació d'aquests factors suggereix que petits grups triaven, conseqüentment, la Roca dels Bous com un refugi temporal mentre es desplaçaven per territoris extensos, possiblement seguint les rutes migratòries de les seves preses.
Diverses analítiques de carboni 14 han donat dates properes a 38.000 BP. Si es confirma aquesta datació, la Roca dels Bous es destacaria com un jaciment arqueològic molt interessant. A més, cal assenyalar que les mostres utilitzades per al 14C AMS es van obtenir dels estrats més profunds del jaciment. Els jaciments neandertals més antics coneguts a les àrees properes es remunten al voltant de 40.000 BP. Els primers assentaments atribuïts al «anatòmicament modern homo sapiens sapiens» al nord de la península Ibèrica estan datats al voltant de 39.000-38.000 BP. Tot això suggereix que els neandertals podrien haver persistit en aquesta àrea en particular més temps del que es creia, abans de l'arribada dels primers homo sapiens a la zona.

## Investigació
El treball de recerca es va iniciar el 1988. Aquest ampli període ha contribuït a aconseguir un alt nivell de coneixement sobre aquest important moment en la història. Actualment, la Unió Europea ha contribuït al seu desenvolupament com a museu, juntament amb la construcció d'infraestructura especial poc comú en altres jaciments prehistòrics. La Roca dels Bous forma part del projecte europeu POCTEFA, una associació entre els estats d'Espanya, França i Andorra. El seu objectiu és proporcionar informació molt valuosa sobre l'ocupació neandertal en aquesta àrea i les raons que els van portar a la seva sobtada desaparició.

## TIC i museïtzació
L'estudi de lloc utilitza la tecnologia avançada, que no es troba en la majoria d'altres excavacions. Aquesta tecnologia ha estat desenvolupada exclusivament per a aquest lloc. La Roca dels Bous és el primer jaciment arqueològic a l'Estat espanyol que s'ha convertit en una exposició del museu mitjançant la tecnologia digital. Amb un iPad és possible realitzar un recorregut interactiu a través de fotos, vídeos i aplicacions 3D. A través de triangulació làser, l'arqueòleg pot registrar la ubicació exacta de les troballes. Ús de l'equip d'investigació innovador sistema digital que permet classificar les peces trobades. S'han incorporat els codis Data Matrix (DM) per al treball de camp i l'ús de PDA. Aquesta novetat redueix la taxa d'error (de 40% a 1%) i el temps d'etiquetatge en un mitjà. Aquesta metodologia està començant a ser adaptada a altres projectes arqueològics europeus.